# Reginetta della canzone
Reginetta della canzone è un festival canoro internazionale, ideato dall'impresario e talent scout Giancarlo Conte (1926-2008) e presentato per la prima volta a Viareggio nel 1957. Nel 2017 era giunto alla sua 60ª edizione.
Il festival è riservato solo ad aspiranti cantanti di sesso femminile di una età compresa tra i 14 ed i 30 anni ed è finalizzato a valorizzare il talento, l'eleganza e la bellezza femminile nel canto.
In riferimento ai Festival canori italiani, a quanto risulta, Reginetta della Canzone è insieme a quello di Castrocaro Terme il Festival con maggiori edizioni all'attivo dopo quello di Sanremo.
Sul palcoscenico della finale nazionale, negli anni sessanta, si sono succedute ed imposte grandi artisti al femminile quali: Mina, Iva Zanicchi, Orietta Berti, Wilma De Angelis, Lara Saint Paul, Rosanna Fratello, Caterina Caselli. Ancora oggi, sebbene in versione riveduta, il Festival si propone quale fucina di giovani talenti come Arianna Cleri incoronata "Reginetta della Canzone -Under14" nel 2009" e trionfatrice, nel 2011, della trasmissione di Canale 5 Io canto.
Il festival ha visto importanti conduttori come Pippo Baudo, Mike Bongiorno, Alighiero Noschese, Corrado Mantoni, Lucio Flauto e Daniele Piombi. Le ultime 7 edizioni sono state presentate da Luca Veneziano, patron del "Festival Reginetta della Canzone" i cui diritti di organizzazione e promozione del marchio sono detenuti dall'associazione TITANUS (titanuscasting.it).
La Finale Nazionale 2011 si è svolta al Teatro Cinema Astra di Pesaro il 24 settembre 2011 nell'ambito dell'evento di interesse nazionale denominato “Uniti dalla musica e dalle arti” patrocinato direttamente dalla Presidenza del Consiglio dei Ministri e da: Regione Marche, Provincia di Pesaro e Urbino, Comune di Pesaro, Ministero dell'Istruzione dell'Università e della Ricerca Conservatorio Statale di Musica Gioachino Rossini ed il sostegno del quotidiano nazionale Il Resto del Carlino. 
L'intero progetto artistico privo di qualsiasi scopo commerciale e pubblicitario, è stato organizzato dall'Ass. Titanus in collaborazione con l'Assessorato alle Attività Economiche, Turismo, Sport, Gioco, Comunicazione e Gestione Eventi Speciali del Comune di Pesaro.
L'Unità Tecnica di Missione Presidenza del Consiglio dei Ministri ha concesso il logo ufficiale delle celebrazioni del 150º Anniversario ed ha provveduto ad inserire la manifestazione tra quelle ufficiali organizzate a livello nazionale. 
L'iniziativa è stata impreziosita dai premi di rappresentanza inviati dal Presidente della Repubblica Italiana e dalle Presidenze dei due rami del Parlamento Italiano, Camera dei Deputati e Senato della Repubblica.
Le ultime due edizioni del Festival Reginetta della Canzone (al quale si è affiancato il parallelo concorso "Prince on Stage" dedicato alle giovani ugole maschili) sono state organizzate nell'ambito di due maratone musicali denominate "Titanus Festival", organizzate sempre dall'Ass. Titanus ed entrate nel Guinness World Records. Il record stabilito nel 2010 ha consentito all'associazione Titanus, ed ai 389 artisti protagonisti provenienti da tutte le province italiane, di entrare nel Guinness dei Primati come organizzatrice della “maratona canora più lunga del mondo” con 103 ore, 9 minuti e 26 secondi di musica e spettacoli no-stop eseguiti da molteplici artisti. Nel 2011 invece il Guinness World Records è stato raggiunto grazie alla maratona canora realizzata dal singolo artista Leonardo Polverelli che ha cantato ininterrottamente per 101 ore, 59 minuti e 15 secondi. Entrambi gli eventi sono stati patrocinati da Regione Marche, Provincia di Pesaro e Urbino, Comune di Pesaro, Ministero dell'Istruzione dell'Università e della Ricerca Conservatorio Statale di Musica "Gioachino Rossini". Le manifestazioni sono state organizzate a sostegno di ANT, AVIS e TELETHON. In entrambe le manifestazioni, Luca Cordero di Montezemolo, Presidente Telethon, ha ringraziato con un Diploma D'Onore il patron Luca Veneziano per aver sostenuto la ricerca scientifica sulle malattie genetiche.
Il Festival ha continuità annuale, non è finalizzato a scopi di lucro ed è operativo su tutto il territorio nazionale.
Reginetta della Canzone prevede una prima fase di selezione itinerante sul territorio nazionale ed una fase finale.
La fase di selezione itinerante per la 56ª edizione, iniziata a gennaio 2013, comprende anche la selezione delle giovanissime "Reginette under 14" ed i talentuosi "principi" del Festival "Prince on Stage" (ideato da Luca Veneziano nel 1991).
La Finale della 56ª Edizione, vinta da Arianna Palazzetti, si è tenuta a Pesaro il 6 dicembre 2013 nell'ambito del Progetto artistico della quarta edizione di Titanus Festival dal titolo "Arte, Cultura e Solidarietà", con tema “Contaminazioni tra musica e arti, statiche e dinamiche”, a sostegno della campagna di sensibilizzazione raccolta fondi a favore di Telethon per combattere la distrofia muscolare e le malattie genetiche rare". Sempre nella città del grande compositore Gioachino Rossini, in data 24 novembre 2013, si è tenuta la Finale Under 14 "Reginetta della Canzone Futura & Prince on stage" vinta dalla tredicenne Giulia Toschi. Entrambi gli eventi hanno ottenuto il Patrocinio di Regione Marche, Provincia di Pesaro e Urbino, Comune di Pesaro e Assessorato alle Attività Economiche, Turismo e Sport del Comune di Pesaro. "Reginette" e "Principi" hanno contribuito ufficialmente alla raccolta fondi in favore di Telethon finanziando la ricerca per combattere la distrofia muscolare e le malattie genetiche rare. Il 21 dicembre 2012 i partecipanti del Festival saliranno sul palco del Teatro Cinema Astra di Pesaro, insieme al direttivo della Titanus, capofila dell'organizzazione, consegnando al Responsabile Telethon il tradizionale "Assegnone" con la somma raccolta, superiore a Euro 18.000.
L'iscrizione al Festival Internazionale Reginetta della Canzone è, come sempre, gratuita e la finale è ad ingresso libero e gratuito per tutta la cittadinanza.

## Le Reginette delle ultime edizioni
- 56ª Edizione - Pesaro - Arianna Palazzetti "Reginetta della Canzone 2013" - Giulia Toschi "Reginetta della Canzone Under 14"
- 55ª Edizione - Pesaro - Alessia Gorini/Annalisa Cangini "Reginette della Canzone 2012" Margherita Principi "Reginetta under 14"
- 54ª Edizione - Pesaro - Maria Luce Gamboni "Reginetta della Canzone 2011"
- 53ª Edizione - Pesaro - Lisa Bretani - "Reginetta della Canzone 2010"
- 52ª Edizione - Pesaro - Annalisa Monticelli - Arianna Cleri "Reginette della Canzone 2009"
- 51ª Edizione - Pesaro - Francesca Aureli "Reginetta della Canzone 2008"
- 50ª Edizione - Pesaro - Alberta Saccani "Reginetta della Canzone 2007" / Valentina Caltavituro "Reginetta Emilia-Romagna 2007"
- 49ª Edizione - Riccione - Gloria Cespuglio "Reginetta della Canzone 2006".